# Halil Akkaş
Halil Akkaş (ur. 1 lipca 1983 w Kütahya) – turecki lekkoatleta, długodystansowiec.

## Osiągnięcia
- brąz mistrzostw Europy w biegach przełajowych (w kategorii juniorów, Medulin 2002)
- złoty medal Uniwersjady (bieg na 3000 m z przeszkodami, Izmir 2005)
- srebro młodzieżowych mistrzostw Europy (bieg na 3000 m z przeszkodami, Erfurt 2005)
- 4. miejsce podczas halowych mistrzostw świata (bieg na 1500 m, Moskwa 2006)
- 4. miejsce na mistrzostwach Europy (bieg na 5000 m, Göteborg 2006)
- 4. lokata w halowych mistrzostwach Europy (bieg na 3000 m, Birmingham 2007)
- 2 złote medale Uniwersjady (Bangkok 2007, bieg na 5000 m i bieg na 3000 m z przeszkodami), w finałowym biegu na 3000 metrów z przeszkodami Akkaş ustanowił aktualny rekord uniwersjady (8:20,83)
- 6. miejsce podczas mistrzostw świata (bieg na 3000 m z przeszkodami, Osaka 2007)
- brązowy medal igrzysk śródziemnomorskich (bieg na 3000 m z przeszkodami, Pescara 2009)
- 2 medale uniwersjady (Belgrad 2009, złoto na 5000 metrów oraz srebro na 3000 metrów z przeszkodami)
- brąz halowych mistrzostw Europy w biegu na 3000 metrów (Paryż 2011)
- srebrny medal uniwersjady w biegu z przeszkodami (Shenzhen 2011)
- brąz halowych mistrzostw krajów bałkańskich w biegu na 1500 metrów (Stambuł 2013)
- srebro mistrzostwa krajów bałkańskich w biegu na 3000 metrów z przeszkodami (Stara Zagora 2013)
- reprezentant kraju w pucharze Europy oraz drużynowych mistrzostwach Europy
- wielokrotny mistrz i rekordzista Turcji

W 2008 Akkaş reprezentował Turcję na igrzyskach olimpijskich w Pekinie, gdzie odpadł w eliminacjach na 3000 metrów z przeszkodami.

## Rekordy życiowe
- bieg na 2000 metrów – 5:01,29 (2007) rekord Turcji
- bieg na 3000 metrów z przeszkodami – 8:18,43 (2007) do 2012 rekord Turcji
- bieg na 10 000 metrów – 28:31,82 (2013)
- bieg na 1500 metrów (hala) – 3:41,74 (2006) były rekord Turcji
- bieg na 3000 metrów (hala) – 7:45,74 (2007) były rekord Turcji
- bieg na 5000 metrów (hala) – 13:28,39 (2006) były rekord Turcji